# سيلفانا بيريرا
سيلفانا بيريرا هي منافسة ألعاب القوى برازيلية، ولدت في 5 مايو 1965.

## وصلات خارجية
- سيلفانا بيريرا على موقع الاتحاد الدولي لألعاب القوى (الإنجليزية)